# モーリシャスの国章
モーリシャスの国章（モーリシャスのこくしょう）は1906年に制定されている。
中央に4分割した盾を配し、それぞれ帆船、3本のヤシの木、鍵、明星を描いている。盾はモーリシャス固有種であったが絶滅した左のドードーと、右の鹿によって支えられ、盾と動物の間にはモーリシャスの主産業であるサトウキビをあしらっている。下のリボンにはラテン語で国の標語であるStella Clavisque Maris Indici（インド洋の星と鍵であれ）が書かれている。